# Бертран, Адриан
Адриан Бертран (фр. Adrien Bertrand, 4 августа 1888, Ньон, Франция — 18 ноября 1917, Грасс, Франция) — французский писатель и журналист, лауреат Гонкуровской премии (1914) за роман «Зов земли» (присуждена в 1916).

## Жизнеописание
Адриен Бертран происходил со стороны матери из древнего ньонского рода Винь (Vigne). Имел младшего брата — Жоржа Этьена. Провел детские и подростковые годы в Ньоне. Окончив школу, поселился в Париже, где посещал литературные кружки, в том числе и кружок поэта Катулла Мендеса. Получил высшее образование. На жизнь зарабатывал, работая журналистом в нескольких журналах (в частности, Paris-Midi и L’Homme libre). Публиковал свои стихи, которые можно считать сюрреалистическими и неоклассицистическими.
В феврале 1908 года Адриан Бертран вместе с Альфредом Машаром основал литературный журнал «Химеры» (фр. Les Chiméres), в котором дебютировал, кроме прочих молодых поэтов, Венсан Мюзелли.
Адриан Бертран был женат. В 1927 году его жена Сюзанна Адриан-Бертран опубликовала книгу «Пережитое, или Современная женщина перед мужчинами и перед любовью» (Expériences, ou Une femme d’aujourd’hui devant les hommes et devant l’amour), в которой есть реминисценции из её супружеской жизни.
Адриан Бертран имел пацифистские взгляды, но когда началась Первая мировая война, сразу же вступил во французскую армию. Служил в кавалерии, три месяца принимал участие в боях на французско-германском фронте (Пограничное сражение) и несколько раз отличился. 1 ноября 1914 года в лесу у Паруа лейтенанта Бертрана ранили. Осколок снаряда попал в грудную клетку и повредил легкие. От этой раны писатель умер 18 ноября 1917 года в Грасе. Перед смертью он завещал Гонкуровской академии денежное наследие и основал так называемую Гонкуровскую поэтическую биржу. Оставленными средствами премируют поэтов за их общее наследие. К числу награждённых принадлежат Клод Руа (1985), Ив Бонфуа (1986), Андре Шедид (2002) и Филипп Жакоте (2003). В последние дни жизни Адриан Бертран раздал друзьям свои книги с автографами.

## Творчество
Адриан Бертран, по определению Андре Билли, был прозаиком, но прежде всего поэтом. Своими двумя произведениями — «Зов земли» и «Гроза над садом Кандида» — он основал жанр идеологического романа.
В 1916 году Бертран получил Гонкуровскую премию 1914 года за первый из этих романов, в котором описаны фронтовые будни и солдаты, которые, потерпев ужасы, задумываются над мотивами их желания воевать, над своими идеалами и постепенно приходят к выводу о разрушительной роли слепого патриотизма.
«Батальон альпийских стрелков участвует в боях, от которых зависит судьба страны». Каждый раз люди соглашаются на самопожертвование и с легким сердцем идут на смерть. Тем самым отвечают на зов земли и на своё стремление оставаться французами. 
С мальчишеским педантизмом, ставя ударения в духе Мориса Барреса, Адриан Бертран представляет ряд диалогов лейтенанта Фабра, сержанта Вессетта и капитана де Кере, чтобы предложить «философскую концепцию» войны и вызванного ею геройского духа. Боевые атаки, «Марсельеза», дождь, грязь и госпиталь. Вино, кофе, суп, солдатские харчи, тушенка, сардины и шоколад
Философский роман «Гроза над садом Кандида» закончен за несколько недель перед смертью автора и обозначен его чувством обреченности, сюрреалистичностью и интроспективностью. Это произведение состоит из четырёх частей.
В первой части — «О дожде, который неожиданно застал Кандида в его саду, и о его встрече со многими персонажами» — Кандид встретился с аббатом Жеромом Куаньяром, Ахиллом, Дон Кихотом, Фаустом, мистером Пиквиком и младшим лейтенантом Вессеттом — главным героем первого романа Бертрана «Зов земли». В их разговоре речь идет о предыдущей работе Бертрана и об идеале будущего в мире, разоренном войной.
Вторая часть — «Иллюзия префекта Муция» — имеет в основе труды Тацита. Действие развивается в римские времена. Главный герой Муций, римский христианин, берется проповедовать Евангелие германцам, а в результате все заканчивается боем, который тональностью очень напоминает Первую битву на Марне, в котором ранили Бертрана.
Третья часть — «Военные записки солдата Республиканской армии» — воспоминания Огюста Руссе, участника революционных войн, которые вела Франция. В рассказе отмечена тема цикличности в истории.
Четвёртая часть названа «Животные во время бури» (Les Animaux sous la tourmente). Автор перелицевал несколько басен Жана Лафонтена, имея целью, в частности, поднять вопрос о тщеславии и высокомерии тех, кто принадлежал к французской литературной элите. Особенно же Ромена Роллана, который считал, что искусство и литература должны стоять над войной, а не приспосабливаться к ней.
Адриан Бертран также писал стихи, рассказы и одноактную стихотворную пьесу «Первая Вероника», которую Французская академия наградила премией «Туарак». Пьесу поставили на сцене театра «Комеди франсэз» ещё при жизни писателя. Отдельные его произведения опубликованы посмертно.